# Макдермотт, Мерсия
Мерсия Макдермотт (англ. Mercia MacDermott; 7 апреля 1927, Плимут, Девон — 28 марта 2023) — британский историк и писательница; специалист по истории Болгарии, в которой провела 27 лет. Иностранный член Болгарской академии наук (1987) и почётный доктор Софийского университета (2007). Почётный гражданин городов Карлово и Благоевград.

## Биография
Родилась 7 апреля 1927 года в семье хирурга и учительницы. В 1948 году окончила Оксфордский университет со степенью магистра. Скончалась 28 (по другим данным 31) марта 2023 года.

## Книги
- A History of Bulgaria 1393—1885. 1962
- The Apostle of Freedom. 1967
- Freedom or Death. 1978, ISBN 978-0-904526-32-5
- For Freedom and Perfection. 1988, ISBN 978-1-85172-014-9
- Bulgarian Folk Customs. 1998, ISBN 978-1-85302-486-3
- Explore Green Men. 2006, ISBN 978-1-872883-94-6
- Lone red poppy. 2014, ISBN 978-1-907464-10-2
- Once upon a time in Bulgaria. 2016, ISBN 978-1-907464-16-4

### Переведены на русский язык
- Апостол свободы. София: София Пресс, 1986